# George-Sarton-Medaille
Die George-Sarton-Medaille (George Sarton Medal) ist die international renommierteste Auszeichnung für herausragende Leistungen auf dem Gebiet der Wissenschaftsgeschichte. Sie wird seit 1955 von der History of Science Society (HSS) vergeben. Die Gesellschaft war im Jahr 1924 von George Sarton und Lawrence Joseph Henderson begründet worden. Unabhängig hiervon vergibt auch die Universität Gent eine Sarton-Medaille.
Die erste Medaille wurde dem Namensgeber George Sarton 1955, ein Jahr vor seinem Tod, verliehen.

## Träger der Medaille
- 1955: George Sarton
- 1956: Charles Singer und Dorothea Waley Singer
- 1957: Lynn Thorndike
- 1958: John F. Fulton
- 1959: Richard Harrison Shryock
- 1960: Owsei Temkin
- 1961: Alexandre Koyré
- 1962: Eduard Jan Dijksterhuis
- 1963: Vassili Pavlovich Zoubov
- 1964: nicht vergeben
- 1965: James Riddick Partington
- 1966: Anneliese Maier
- 1967: nicht vergeben
- 1968: Joseph Needham
- 1969: Kurt Vogel
- 1970: Walter Pagel
- 1971: Willy Hartner
- 1972: Yabuuchi Kiyoshi
- 1973: Henry Guerlac
- 1974: I. Bernard Cohen
- 1975: René Taton
- 1976: Bern Dibner
- 1977: Derek T. Whiteside
- 1978: Adolf Pawlowitsch Juschkewitsch
- 1979: Maria Luisa Righini-Bonelli
- 1980: Marshall Clagett
- 1981: Rupert Hall und Marie Boas Hall
- 1982: Thomas S. Kuhn
- 1983: Georges Canguilhem
- 1984: Charles Gillispie
- 1985: Paolo Rossi und Richard S. Westfall
- 1986: Ernst Mayr
- 1987: G. E. R. Lloyd
- 1988: Stillman Drake
- 1989: Gerald Holton
- 1990: A. Hunter Dupree
- 1991: Mirko Grmek
- 1992: Edward Grant
- 1993: John Heilbron
- 1994: Allen G. Debus
- 1995: Charles Rosenberg
- 1996: Loren Graham
- 1997: Betty Jo Teeter Dobbs
- 1998: Thomas L. Hankins
- 1999: David C. Lindberg
- 2000: Frederic L. Holmes
- 2001: Daniel J. Kevles
- 2002: John C. Greene
- 2003: Nancy Siraisi
- 2004: Robert E. Kohler
- 2005: A. I. Sabra
- 2006: Mary Jo Nye
- 2007: Martin J. S. Rudwick
- 2008: Ronald Numbers
- 2009: John E. Murdoch
- 2010: Michael R. McVaugh
- 2011: Robert J. Richards
- 2012: Lorraine Daston
- 2013: Simon Schaffer
- 2014: Steven Shapin
- 2015: Robert Fox
- 2016: Katharine Park
- 2017: Garland E. Allen
- 2018: Sally Gregory Kohlstedt
- 2019: M. Norton Wise
- 2020: James A. Bennett
- 2021: Bernadette Bensaude-Vincent
- 2022: Margaret W. Rossiter
- 2023: Theodore Porter
- 2024: Jane Maienschein[2]